# Pozoantiguo
Pozoantiguo ist ein nordspanischer Ort und eine Gemeinde (municipio) mit 190 Einwohnern (Stand: 2024) im Osten der Provinz Zamora der Autonomen Gemeinschaft Kastilien-León.

## Lage
Pozoantiguo liegt etwa 28 Kilometer ostnordöstlich von Zamora in der kastilischen Hochebene in einer Höhe von etwa 710 m. Das Klima im Winter ist durchaus kalt, im Sommer dagegen warm bis heiß; die spärlichen Regenfälle (ca. 429 mm/Jahr) fallen verteilt übers ganze Jahr.

## Bevölkerungsentwicklung
| Jahr      | 1970 | 1981 | 1991 | 2001 | 2011 | 2021 |
| Einwohner | 624  | 511  | 430  | 346  | 286  | 180  |

Der deutliche Bevölkerungsrückgang in der zweiten Hälfte des 20. Jahrhunderts ist im Wesentlichen auf die Mechanisierung der Landwirtschaft und den damit einhergehenden Verlust von Arbeitsplätzen zurückzuführen.

## Sehenswürdigkeiten

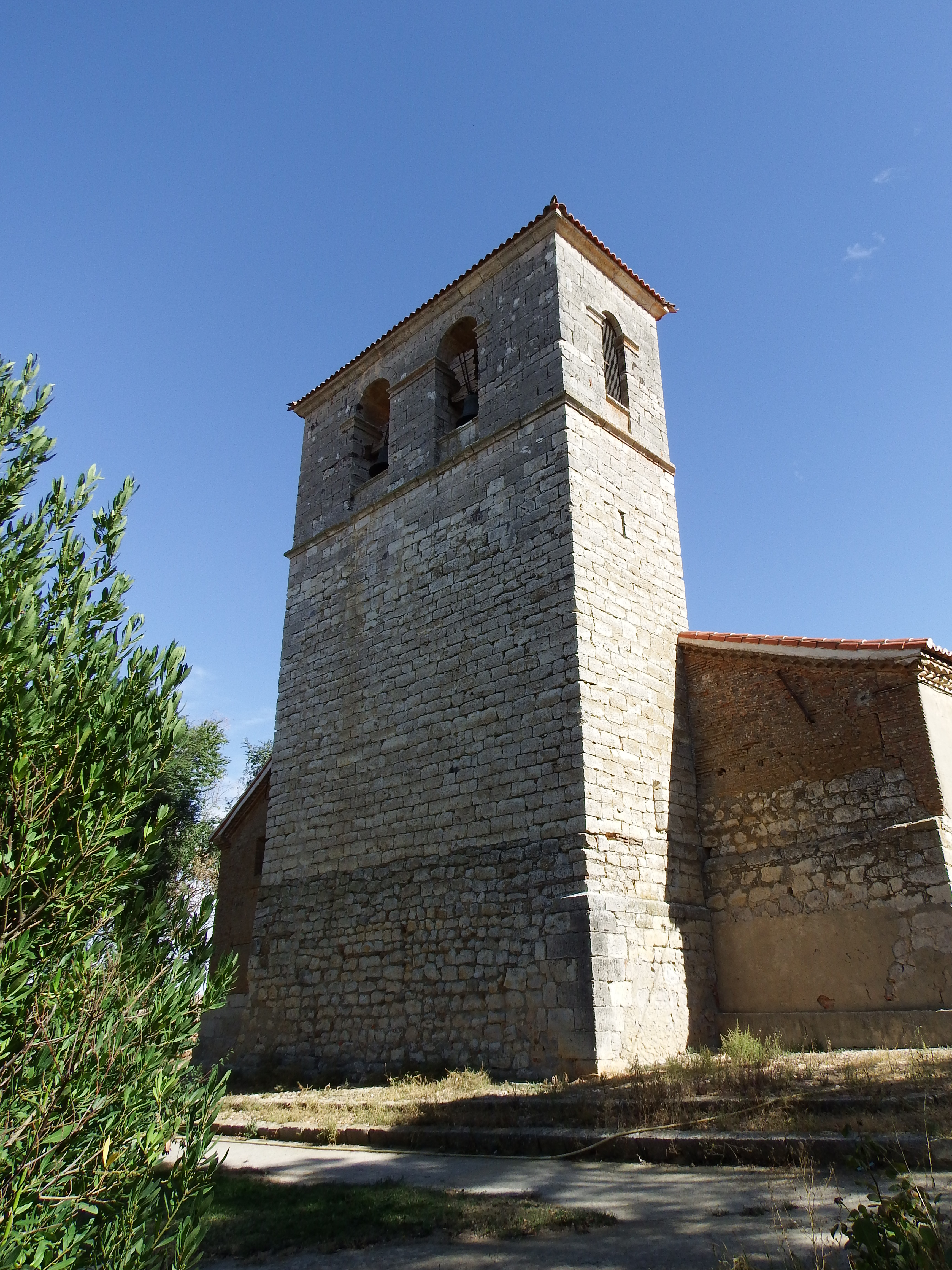
Johannes-der-Täufer-Kirche
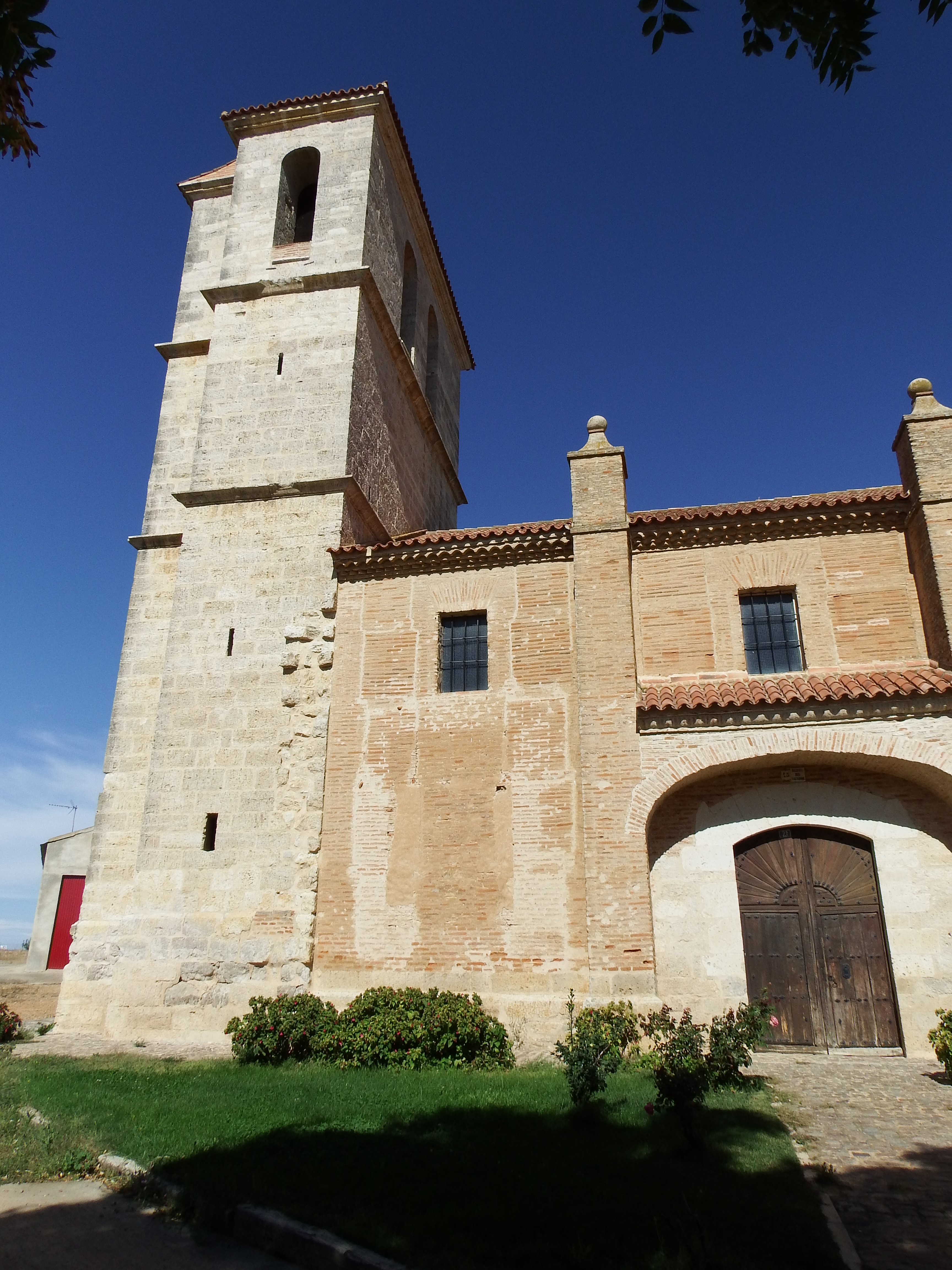
Salvatorkirche
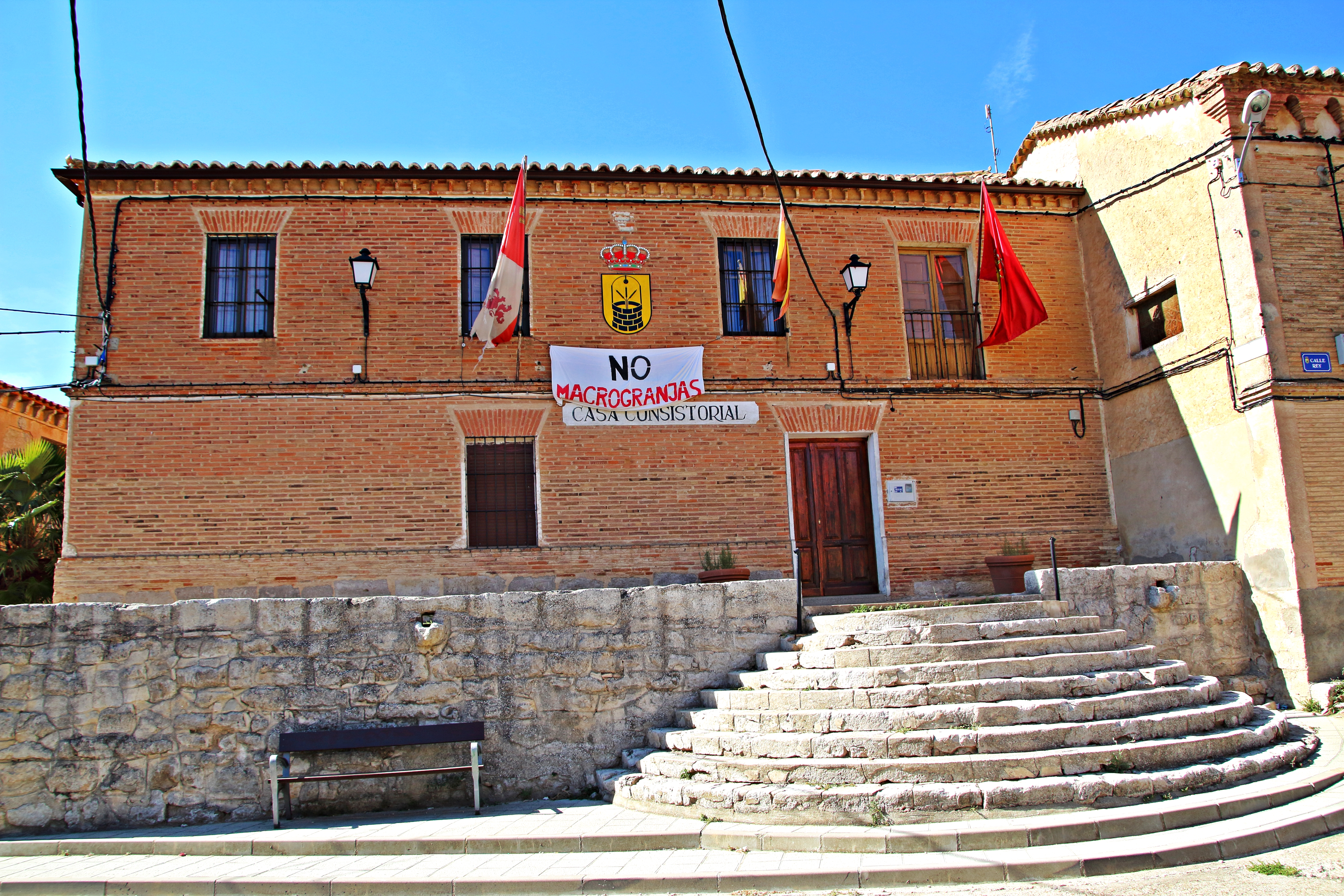
Rathaus

- Johannes-der-Täufer-Kirche
- Salvatorkirche
- Rathaus